# 대한민국 민법 제129조
대한민국 민법 129조는 대리권소멸후의 표현대리에 대한 민법조문이다.

## 조문
제129조(대리권소멸후의 표현대리) 대리권의 소멸은 선의의 제삼자에게 대항하지 못한다. 그러나 제삼자가 과실로 인하여 그 사실을 알지 못한 때에는 그러하지 아니하다.

## 사례
- K은행 대출금을 연체하고 있던 고모씨는 채권추심기관인 S신용정보사 추심업무담당직원에게 매달 연체액의 일부를 상환하던 중 200만원만 변제하면 나머지 채무를 면제해주겠다는 동 직원의 구두약속을 듣고 2004년 12월 31일 해당 금액을 입금했다. 그러나 채무완제확인서 발급이 1년 이상 지체돼 S신용정보사에 확인한 결과 2004년말에 입금한 200만원으로 채무가 완제되지 않았다며 나머지 채무도 상환하라고 요구하고 있다. 이 경우, 민법 제129조에 의하면 대리권의 소멸은 선의의 제3자에게 대항하지 못하도록 되어 있어 일정 행위에 대한 특정인의 대리권이 소멸되었더라도 상대방이 과실 없이 대리권의 존속을 신뢰한 경우 표현대리가 성립되어 그 대리권의 소멸을 주장할 수 없다[1].

## 판례
- 관리권 없는 자의 위임에 의한 행위로서